# Castelletto sopra Ticino
Castelletto sopra Ticino (im lokalen Dialekt Castalèt) ist eine italienische Gemeinde mit 9840 Einwohnern (Stand 31. Dezember 2023) in der Provinz Novara (NO), Region Piemont. Sie liegt am rechten Ufer des Ticino, gegenüber von Sesto Calende.
Die Nachbargemeinden sind Borgo Ticino, Comignago, Dormelletto, Golasecca (VA), Sesto Calende (VA), Somma Lombardo (VA) und Varallo Pombia.
Das Gemeindegebiet umfasst eine Fläche von 14 km².

## Söhne und Töchter der Gemeinde
- Mario Lanzi (1914–1980), Leichtathlet